# جون كاريكابورو
جون كاريكابورو خايميرينا هو لاعب كرة قدم إسباني محترف يلعب كجناح أيسر مع نادي ريال سوسيداد ب.

## روابط خارجية
- جون كاريكابورو على BDFutbol
- جون كاريكابورو  على سكروي